# Марија Сепеш
Марија Сепеш (мађ. Szepes Mária; Будимпешта, 14. децембар 1908 – Будимпешта, 3. септембар 2007) била је мађарска књижевница. Радила је као новинар и сценариста, као и самостални аутор у области херметичке филозофије од 1941. године. Понекад је писала под псеудонимима Марија Папир или Марија Орши.

## Живот
Сепеш је рођена као Магдолна Шербах (мађ. Scherbák Magdolna у мађарској породици позоришних звезда у Будимпешти. Њен отац, Шандор Папир, био је бонвиван и велика звезда будимпештанских позоришта. Њена мајка је била примадона. Детињство и младалачко доба испуњавали су јој глумци, звезде, боеми, па је већ са две године ступила на позорницу. Касније је у филмском студију својих родитеља снимала филмове. 
Од 1916. до 1933. наступала је као филмска глумица (углавном под именом Магда Папир). Почела је да пише песме и приповетке са 9-10 година. Тада је већ читала Золу и Шопенхауера.
Као драматург у фабрици филмова својих родитеља, писала је сценарије за филмове.
Годину дана након што се удала за Белу Сепеша, спортског новинара и познатог карикатуристу, 2. јануара 1931, отпутовала је с њим у Берлин, где су живели до појаве Адолфа Хитлера 1933. године. Током тог периода похађала је часове професора Герлинга, који ју је упутио у психологију, историју књижевности и упоредну филозофију религије.. У својој књизи Magie der Liebe (Магија љубави), Сепеш пише о браку, који је трајао 56 година, и говори о такозваном „Алхемијском браку“. Након седам година брака добили су сина који је живео само седам месеци.
Сепеш је студирала књижевност, историју уметности и биологију у Будимпешти. У Мађарској је прво радила као новинар, сценариста и писац. Њен први роман Црвени лав написан је у скровишту током Другог светског рата и постао је светски бестселер езотеричне литературе. 
Црвени лав, први роман Марије Сепеш, објављен је 1946. у Мађарској (оригинални наслов: A Vörös Oroszlán). Почела је да га пише 1944. године. Током комунистичког режима Ракосија, Црвени лав се сматрао неконформистичким и стога је био забрањен. Књига је четрдесет година била на листи забрањених књига. Наређено је да се сви примерци књиге униште. Међутим, библиотекар и романописац Бела Хамваш који је тада радио у библиотеци Сечењи успео је да сачува четири примерка. Затим је неколико присталица аутора откуцало роман, направило шаблоне за штампање и пуштало у подземље сопствене копије. Скоро 40 година касније, роман је преко агенције Utoprop стигао на сто издавачке куће Хајн. Књига је поново објављена 1984. када га је Шандор Пушки, већ настањен у Америци, објавио у Њујорку на основу оригиналног издања. Неколико прокријумчарених примерака доспело је Мађарску, пошто је у земљи још увек био на црној листи. Петар Куцка је те исте 1984. изиграо цензуру и издао га у скраћеном облику као научну фантастику. Прво немачко издање објављено је 1947. године. Црвени лав је прилагођен сцени и изводи се у разним позориштима Сједињених Држава.
Сепеш у књизи прича о несрећном Хансу Бургнеру, млинаревом сину рођеном у 16. веку. После смрти свог слабог оца и исто тако вољеног учитеља, он се плаши неизбежне смрти свих живих бића. Постаје шегрт мистериозног лекара и алхемичара. Уместо да слуша алхемичареве савете и упозорења, Бургнер је вођен грозничавом похлепом да га убије, и на тај начин добије еликсир бесмртности док је још духовно неспреман. Испивши напитак, бива осуђен да се током четири столећа непрекидно реинкарнира, као проклети визионар који може да предвиди, али не и да спречи.
27. маја 1947. године са супругом, мајком и братом у свом пространом стану је основала „забрањену” школу Науке о везама.
После рата је почела да пише приче. Године 1955. Móra Ferenc Kiadó је објавио прву књигу прича Pöttyös Panni. Као прва представница мађарске научнофантастичне књижевности, добила је неколико награда. Након 56 година брака, 1986. године преминуо јој је супруг. Након тога је написала свој аутобиографски роман Људи и ношња.
Сепеш је оснивач и главни покровитељ Слободног универзитета Szintézis 1996. године.
Марија Сепеш је умрла у септембру 2007. године.

## Дела
Осим Црвеног лава, објавила је и романе: Седам Рафаилових ученика, Чаробно огледало, Табула Смарагдина, Живе статуе Сурајане, као и серију књига: Магија свакодневног живота и светлости, Магија снова, Магија чуда, Магија љубави, Магија радости, Магија жртвовања, Сунчев ветар.Написала је наставни план и програм њихове школе, која је основана 1947. године, као и 40 књига о духовним темама.

## Награде
Марија Сепеш је добитница многих награда и признања међу којима су Златни метеор, Мађарска награда Елизабета, Орден Републике Мађарске. Била је почасни члан Удружења писаца Мађарске.

## Изабрана филмографија
- Szulamit (1916)
- Obsitos (1917)
- Hivatalnok urak (1918)
- Lengyelvér I-II (1920)
- A megfagyott gyermek (Смрзнуто дете) (1921)
- Leánybecsület (1923)
- Mária nővér (1928-29)
- Greetings and Kisses, Veronika (Поздрав и пољупци, Вероника) (1933)
- Tomi (Томи) (1936)

## Фондација Марија Сепеш
Фондација Марија Сепеш основана је 1996. године на захтев и уз подршку писца, али је 3. септембра 2007. године почела са активним радом - испуњавајући тако вољу Марије Сепеш – да сачува континуитет зрачења њеног духа. Сврха фондације је да брине о стваралаштву списатељице, да објављује њена необјављена дела, да негује и истражује њену интелектуалну заоставштину. 